# رضا العلوي
رضا العلوي (مواليد 16 يناير 1988) هو ممثل مغربي، شارك في عدة أفلام ومسلسلات مغربية.

## مسيرته
بدأ مسيرته الفنية في المسرح سنة 2006، حيت شارك في عدد من الأعمال المسرحية مثل: افتح الباب (2007)، الراقصات (2008)، بسيكو ب لي باط  (2010).
سنة 2009، شارك رفقة شريكه يوسف حازم في المسابقة التلفزيونة «كوميديا» التي كانت تبثّ على قناة الأولى، وأنهيا المسابقة في نصف نهائي. كمت شارك بعدها في برنامج «كوميديا شو» التي كانت تبثه القناة نفسها سنة 2010.

شارك رضا أيضًا في عدد من الأفلام والمسلسلات التلفزيونية.

## أعماله
- 2012: سلسلة صوت النسا
- 2013: سلسلة ساعة في الجحيم
- 2015: مسلسل وعدي
- 2016: فيلم غلطة [3]
- 2019 مسلسل قضية العمر [4][5]
- 2022: مسلسل جروح
- 2022: مسلسل سلمات أبو البنات الجزء الرابع
- 2023: مسلسل كازا ستريت.[6]
- 2023: مسلسل سلمات أبو البنات الجزء الخامس
- 2023 : مسلسل أحلام بنات
- 2024: مسلسل أحلام بنات الجزء الثاني
- 2024: مسلسل خط الرجعة

## روابط خارجية
- رضا العلوي على موقع IMDb (الإنجليزية)
- رضا العلوي على موقع قاعدة بيانات الأفلام العربية